# Sexo no espaço

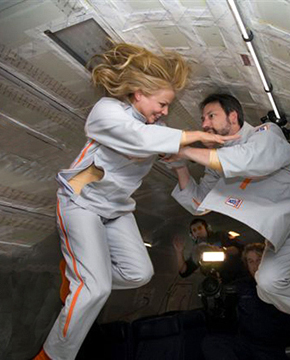
O teste em microgravidade na séries Sex in Space do O Universo marcou o primeiro teste de intimidade humana para colonizar a galáxia; 13 de setembro de 2008.

A ideia de comportamento sexual humano na ausência de peso ou ambientes extremos do espaço exterior, ou sexo no espaço, apresenta dificuldades para o desempenho da maioria das atividades sexuais devido a Terceira Lei de Newton. De acordo com a lei, se o casal permanecer atraído, seus movimentos vão um contra o outro. Consequentemente, as suas ações não vão mudar a sua velocidade, a menos que eles sejam afetados por outro objeto solto. 
Algumas dificuldades adicionais podem ocorrer devido à objetos a deriva: se o casal tem uma velocidade relativa combinada a outros objetos, as colisões podem ocorrer. Houve sugestões de que a concepção e gravidez em ambientes fora da Terra poderia ser um problema.
A partir de 2009, com o planejamento da NASA de realizar missões lunares a longo prazo com assentamentos e metas para explorar e colonizar o espaço, o tema tem sido debatido nas ciências biológicas. O cientista Stephen Hawking em 2006, concluiu publicamente que a própria sobrevivência humana, possivelmente, vai depender do sucesso em ambientes extremos de espaço.